# وليام ميتشل رامزي
السير وليام ميتشل رامزي (بالإنجليزية: William Mitchell Ramsay)‏ (15 مارس 1851، غلاسكو - 20 أبريل 1939)، عالم آثار إسكتلندي وباحث في العهد الجديد، عند وفاته عام 1939 كان قد أصبح المرجعية العليا في عصره لما يخص تاريخ آسيا الصغرى وباحث كبير في دراسة العهد الجديد. على الرغم من أن رامزي تلقى تعليمه في مدرسة توبنغن للفكر (التي أسسها إف. سي. باور) التي ششكت في مصداقية العهد الجديد، أقنعته دراساته الأثرية والتاريخية الشاملة بالدقة التاريخية للعهد الجديد. من بعد وظيفة أستاذ الفن الكلاسيكي والهندسة المعمارية في جامعة أكسفورد، تم تعيينه أستاذ الكرسي الملكي للعلوم الثقافية (الأستاذية اللاتينية) في أبردين. وقد تم وسامته في عام 1906 للاحتفال بخدمته المتميزة في عالم المنح الدراسية، كما حصل رامزي على ثلاث زمالات فخرية من كلية أكسفورد، وتسع شهادات دكتوراه فخرية من جامعات بريطانية وقارية ومن أمريكا الشمالية، وأصبح تقريبا عضوا فخريا في كل جمعية مكرسة لعلم الآثار والبحوث التاريخية. وكان واحدا من الأعضاء الأصليين في الأكاديمية البريطانية، وحصل على الميدالية الذهبية من البابا ليو الثالث عشر في عام 1893 ووسام فيكتوريا للجمعية الجغرافية الملكية في عام 1906.

## حياته
ولد رامزي في غلاسكو في اسكتلندا، الابن الاصغر للمحامي توماس رامزي وزوجته جين ميتشل (ابنة وليام ميتشل -رجل الأعمال الإسكتلندي-). توفي والده عندما كان عمره ست سنوات، وانتقلت الأسرة من المدينة إلى منزل العائلة في الريف بالقرب من ألوا. بمساعدة من أخيه الأكبر وخاله (أندرو ميتشل) أصبح من الممكن له أن يحصل على تعليم متفوق. درس في جامعة أبردين، حيث حقق تميز عالي وأصبح في وقت لاحق أستاذ العلوم الثقافية. وحصل على منحة لكلية سانت جون في أكسفورد. كما درس اللغة السنسكريتية تحت قيادة الباحث ثيودور بينفي في غوتنغن.
في عام 1880 تلقى رامزي بعثة من أكسفورد للسفر والبحث في اليونان. وفي سميرنا، التقى السير سي. إس. ويلسون، ثم القنصل البريطاني العام في الأناضول، الذي نصحه على المناطق الداخلية المناسبة للاستكشاف. قام رامزي وويلسون برحلتان طويلتان خلال عامي 1881-1882.
تنقل رامزي بشكل واسع في آسيا الصغرى، وأصبح بسرعة سلطة معترف بها في جميع المسائل المتعلقة بالمناطق المرتبطة برحلات سانت بول التبشيرية وفي المسيحية في الإمبراطورية الرومانية المبكرة. ظلتا اليونان وتركيا مركزا أبحاث رامزي للفترة المتبقية من حياته الأكاديمية. في عام 1883، اكتشف أقدم قطعة كاملة من الموسيقى في العالم. وكان يعرف بخبرته في الجغرافيا التاريخية والتضاريس في آسيا الصغرى والتاريخ السياسي والاجتماعي والثقافي والديني. وكان زميل كلية إكستر بأكسفورد عام 1882.
من 1885 إلى 1886 عقد رامزي أستاذية لينكولن وميرتون لعلم الآثار الكلاسيكية والفنون في جامعة أكسفورد، وأصبح زميلا في كلية لينكولن (زميل فخري 1898). في عام 1886 عين رامزي أستاذا للكرسي الملكي للعلوم الثقافية في جامعة أبردين. كان لا يزال ينتمي إلى أبردين حتى تقاعده في عام 1911. منذ 1880 فصاعدا حصل على درجة فخرية من مختبر دبي المركزي لأكسفورد، ودكتوراه في القانون من سانت اندروز وغلاسكو، دكتوراه في اللاهوت ادنبره. في عام 1906، قد تم وسامة رامزي تقديرا لإنجازاته العلمية خلال الذكرى ال400 لتأسيس جامعة أبردين. انتخب عضوا في الجمعيات العلمية في أوروبا وأمريكا وحصل على ميدالية من قبل الجمعية الجغرافية الملكية وجامعة ولاية بنسلفانيا.

## إنجازاته
تلقى تعليمه في جامعة أكسفورد، وتلقى رامزي عدة شهادات أستاذية مرموقة، بما في ذلك «أستاذ أول في علم الآثار الكلاسيكية» و «أستاذية لينكولن وميرتون للآثار الكلاسيكية والفن» من جامعة أكسفورد، و «أستاذ الكرسي الملكي للعلوم الثقافية» من جامعة أبردين. حصل على ميدالية ذهبية من البابا ليو الثاني عشر، وجامعة ولاية بنسلفانيا، والجمعية الجغرافية الملكية، والجمعية الجغرافية الملكية الاسكتلندية، وتم منحه وساما عام 1906.
كان أول أستاذ لعلم الآثار الكلاسيكية في جامعة أكسفورد، وكان رائدا في دراسة العصور القديمة في ما يعرف اليوم غرب تركيا.

## المساهمة في دراسات الكتاب المقدس
كان وليام رامزي معروفا بعنايته الفائقة لأحداث العهد الجديد، وخاصة كتاب أعمال الرسل ورسائل بولس. عندما ذهب لأول مرة إلى آسيا الصغرى، العديد من المدن المذكورة في سفر أعمال الرسل لم يكن مكانها معروفا وكان لا يًعرف أي شيء تقريبا من تفاصيل تاريخهم وسياستهم. كان أعمال الرسل السجل الوحيد وكان رامزي متشككا، توقع تماما بأن أبحاثه الخاصة سوف تثبت أن مؤلف أعمال الرسل غير دقيق بشكل يائس حيث أنه لا يوجد رجل يعرف تفاصيل آسيا الصغرى خلال أكثر من مائة سنة بعد وقوع الحدث (الفترة المفترض فيها أن أعمال الرسل قد تم كتابته). ولذلك فقد شرع في وضع كاتب أعمال الرسل للمحاكمة. وكرس حياته ليكشف المدن والوثائق القديمة في آسيا الصغرى. بعد عمر من الدراسة استنتج: «مزيدا من الدراسة. . . أظهرت أن الكتاب يمكن أن يتحمل أكثر التمحيص تدقيقا كمصدر موثوق عن وقائع العالم الإيجي، والتي تم كتابتها بمثل تلك البصيرة والمهارة والفن وإدراك الحقيقة لتكون نموذجا للبيان التاريخي.»، وقال رامزي: «أنا انطلقت للبحث عن الحقيقة حول التخوم حيث تلتقي اليونان بآسيا، ووجدت أنها هناك [في سفر أعمال الرسل]. يمكنك وضع كلمات لوقا تحت أدق أشكال الفحص التي تتجاوز أقصى ما يُمتحن به أي عمل تاريخي، وستجدها تصمد أمام أصعب الاختبارات وأقسى الامتحانات بشرط أن يكون الناقد دائمًا عارفًا بالموضوع ولا يتجاوز حدود العلم والإنصاف».
عندما حول رامزي انتباهه إلى رسائل بولس، وأكثر ما نفاه النقاد باعتبار أنها مزورة، خلص إلى أن كل رسائل العهد الجديد الثلاثة عشر المنسوبة لبولس كانت أصيلة.